# Antoine Olivier Pilon
Antoine Olivier Pilon (Montreal, 23 de junho de 1997) é um ator canadense. Tornou-se conhecido por protagonizar o filme Mommy, no qual interpretou Steve Després. Além disso, venceu o prêmio Young Artist Awards de "melhor ator em língua estrangeira" em duas ocasiões.

## Filmografia

### Televisão
- Les Bougon (2006)
- Mirador (2011) - Antoine
- Les Argonautes (2012) - William
- Tactik (2013) - Jeremy
- Mémoires vives (2013) - Clóvis
- Subito texto (2014) - Vincent

### Cinema
- Frisson des collines (2010) - Frisson
- Laurence Anyways (2011) - adolescente
- Les Pee-Wee 3D (2012) - Janeau Trudel
- Mommy (2014) - Steve Després